# Symptom
Symptom bezeichnet in Medizin und Psychologie ein Anzeichen, Zeichen oder (typisches) Merkmal für eine Erkrankung (Krankheitsmerkmal) oder eine Verletzung. Es kann durch einen Untersucher in Form eines Befundes eventuell erfasst oder vom Patienten selbst als Beschwerde berichtet werden. Das Symptom ist die kleinste beschreibbare Untersuchungseinheit in der Medizin. Die Bezeichnung Symptom ist abgeleitet von altgriechisch σύμπτωμα, symptoma „zufallsbedingter Umstand“ (bestehend aus syn „zusammen“, und piptein „fallen“).
Die Gesamtheit der aus einem Krankheitsprozess resultierenden Symptome ergibt die Symptomatik (auch klinisches Bild oder Klinik genannt). Subjektive Symptome stellen Krankheitszeichen dar, die durch den Betroffenen selbst wahrnehmbar sind. Objektive Symptome (oder klinische Zeichen) sind dagegen von außen wahrnehmbare Krankheitsanzeichen. Typische Kombinationen gleichzeitig auftretender Symptome bezeichnet man als Syndrom („Symptomverband“).
Deutliche Symptome oder Zeichen werden meist vom Patienten selbst bemerkt und geben ihm Anlass, medizinischen oder psychotherapeutischen Rat zu suchen. Diskrete und verdeckte Symptome hingegen fallen oft erst bei eingehender Befragung im Rahmen der Anamnese oder durch eine körperliche Untersuchung auf. Vielen Erkrankungen geht eine mehr oder weniger ausgedehnte sogenannte präklinische Phase ohne spezifische Symptomatik voraus.

## Bedeutung
Symptome bilden zusammen mit den sonstigen Befunden die Grundlage für die Stellung einer Diagnose. Krankheitskennzeichnend (pathognomonisch) ist ein Symptom dann, wenn es bereits für sich alleine genommen ausreichend für eine sichere Diagnosestellung ist.
Oft genügt bereits die Erhebung des Leitsymptoms (bedeutsamstes Zeichen einer Erkrankung oder Verletzung) und einiger weiterer Symptome, um eine Diagnose zu stellen und eine entsprechende Therapie einleiten zu können. In weniger klaren Fällen bedarf es zusätzlicher Untersuchungen (z. B. mittels Labordiagnostik oder bildgebender Verfahren) um ausreichende Befunde zu erhalten.

## Definition verwandter Begriffe
Der Ausdruck „Befund“ wird im alltäglichen Sprachgebrauch häufig synonym zum Ausdruck „Symptom“ verwendet. Die Begriffe unterscheidet jedoch folgendes:
- Befund enthält den empirischen Charakter (das „Gefunden-werden-können“) erfasster Merkmale.
- Symptom enthält hingegen den Zeichencharakter eines Merkmals als Hinweis auf eine Erkrankung.

Symptomatische Befunde sind Befunde, die für die Diagnose einer bestimmten gut bekannten Erkrankung kennzeichnend (pathognomonisch) sind. Die Bezeichnung „symptomatisch“ verwendet man auch zur Abgrenzung spezifisch somatisch bedingter Erkrankungen (etwa gegenüber psychisch bedingten Störungen). Eine symptomatische Psychose ist in diesem Sinne eine organisch bedingte (also körperlich begründbare) Psychose, z. B. als Folge einer unfallbedingten Hirnverletzung.
Auch nosologisch nur schwer klassifizierbare Krankheitsbilder wie die sogenannten funktionellen Syndrome werden durch die Bezeichnung „symptomatisch“ als organischer Natur angesehen. Will man betonen, dass bestimmte funktionelle Syndrome keineswegs organisch bedingt sind, so benennt man sie als „essentielle Funktionsstörungen“. Die Bezeichnung „essentiell“ besagt, dass die ätiologische und pathogenetische Einordnung unklar ist.
Symptomatische Therapieverfahren bekämpfen Symptome einer Erkrankung direkt, weil eine ursächliche Behandlung („kausal“) nicht möglich oder nicht nötig ist (zum Beispiel Linderung von hohem Fieber bei Virusinfektionen oder bei palliativen Maßnahmen).
Man unterscheidet objektive und subjektive Symptome:
- Objektive Symptome sind die vom Untersucher festgestellten oder festgehaltenen pathologischen Einzelbefunde oder die von einer dritten Person (z. B. Angehörigen) berichteten Angaben zur Krankheit. In diesem Sinne wird z. B. auch zwischen Eigenanamnese und Fremdanamnese unterschieden.
- Subjektive Symptome sind die vom Patienten selbst benannten Krankheitszeichen.

Die für ein ganz bestimmtes Krankheitsbild charakteristische Symptomengruppe wird als Symptomenkomplex bezeichnet. Allerdings wird "Symptomenkomplex" auch abweichend von dieser Definition verwendet, nämlich gleichbedeutend zu Syndrom (wenn Ursache und Krankheitsentstehung (Ätiologie und Pathogenese) unklar sind). Ein verwandter Begriff ist Symptomentrias (= drei typische Symptome).
Gerd Huber hat gleichartige oder ähnliche Symptome, die aufgrund von ätiologisch und pathogenetisch unterschiedlicher Krankheitsauslösung entstehen, als Ausdrucksgemeinschaft von Symptomen bezeichnet.
Als Residualsymptom bezeichnet man das Zurückbleiben eines Symptoms nach der Genesung (siehe z. B. psychischer Defekt).
Unter Prodromalsymptomen versteht man unspezifische Vorläufersymptome einer Infektionskrankheit (z. B. Gliederschmerzen, Schwäche und Fieber).